# Parque anilinas

Novo Anilinas  é um parque urbano na região central de Cubatão,São Paulo que conta com uma área de 54 mil metros quadrados. O parque já foi nomeado como Parque Anilinas, Cidade da Criança e, atualmente, Novo Anilinas, após uma reforma que acrescentou novos atrativos como cinemas e um espaço voltado ao lazer, à cultura e à prática esportiva, contando com teatro, galeria de arte, escola e teleférico. O parque é aberto ao publico em geral com entrada franca com exceção do Cinema.  
O nome Anilinas veio do fato de existir no local onde hoje se situa o parque, uma fábrica chamada Anilinas, uma das primeiras indústrias a se instalar na região. 

## Historia
Em 1915, conhecida por Química, nome vulgar da Fabrica de Produtos Químicos e Corantes, é fundada por J. B. Duarte, entretanto só passa a funcionar a partir de 1916, com o nome de Fábrica de Anilinas e Produtos Químicos do Brasil. Durante todo o tempo de utilização, fabricou diversos tipos de produtos químicos, como produtos para couro, anilinas para uso geral e até mesmo munições para o exercito brasileiro.
Mantinha uma área verde em sua região, com frutas como bananas, laranjas e limão. Como o limão era extraído em grande quantidade, era feito suco e distribuído gratuitamente para a população.
Os empregados eram, em grande parte, alemães. Em 1941, passa-se chamar Companhia de Anilinas, Produtos Químicos e Material técnico. Em 1965, entra em falência, deixando a área livre para a instalação de um parque, que será chamado Parque Anilinas em 1972.
Em 1985, durante a gestão do prefeito Nei Serra, o parque é renomeado como Cidade da Criança, e assim descrito no relatório de dezembro de 1985:
"Um pequeno mundo encantado no Parque Anilinas foi construído, em poucas semanas, para homenagear a população miúda de Cubatão, no dia das Crianças. Um novo espaço urbano foi criado no município com a Cidade das Crianças, se constituindo hoje numa atração turística, pois tem recebido visitantes de toda a região que vêm conhecer esse projeto que conta com a Cidade Faroeste, Cidade Espacial, Cidade Moderna, Cidade Rústica e Cidade Cívica. Permanentemente, há programas de recreação infantil no local, com a participação de professoras, além de programação de gincanas, concursos, torneios, teatrinhos, shows artísticos e musicais".
Em 7 de novembro de 2006, o parque foi fechado devido aos riscos apresentados pelos equipamentos sem manutenção, e em Janeiro de 2010 chuvas e fortes ventos causaram danos ainda maiores. A partir desse momento, o parque passa por uma enorme reforma que resultará no Novo Parque Anilinas.              
O parque foi reinaugurado em 30 de outubro de 2011 na gestão da prefeita Márcia Rosa com as obras parcialmente concluídas.

## Atrações
Quadras esportivas multiuso, áreas de convivência, pista de caminhada, jardins, espaços de lazer com mesas de tênis de mesa, estrutura para arvorismo e tirolesa, uma das maiores pistas de skate do país, equipamentos de ginástica para a terceira idade, além de playground, biblioteca infanto juvenil, escolinha de trânsito e o Projeto BEC – Banda Escola de Cubatão.